# Janna Fassaert
Janna Fassaert (Naarden, 28 januari 1981) is een Nederlandse actrice. In eigen land kreeg ze bekendheid door enkele televisieseries, maar ook door vele theatervoorstellingen. Haar internationale doorbraak kwam in 2009 met de Amerikaanse bioscoopfilm Couples Retreat.

## Biografie
Op haar achtste verhuisde ze samen met haar ouders, oudere broer Tom Fassaert en jonger zusje Noortje naar Zuid-Afrika. Toen Janna 14 jaar oud was, keerde het gezin terug naar Nederland.
Janna werd opgeleid aan de Toneelacademie Maastricht, waar ze in 2003 afstudeerde. Hoewel ze veelvuldig op de planken stond, onder andere bij het Ro Theater en in meerdere Parade-voorstellingen, leerde het grote publiek in Nederland Janna vooral kennen van televisieseries als Bitches, Lotte, Waltz en Boy Meets Girl Stories.
Toen ze door de dramacoach Ivana Chubbuck gevraagd werd om haar acteerworkshops te komen volgen, reisde Fassaert in september 2007 af naar Los Angeles. In 2009 brak ze internationaal door met haar rol van masseuse Gert in Couples Retreat, waarin ze te zien was naast Hollywoodacteurs als Vince Vaughn, Jon Favreau, Kristin Davis, Malin Åkerman, Jason Bateman en Jean Reno. In datzelfde jaar werd Fassaert gecast voor de hoofdrol van marinebioloog Skylar Shane in de internationale speelfilm Amphibious 3D van regisseur Brian Yuzna en producent San Fu Maltha (Fu Works).
Fassaert woont in Los Angeles.

## Filmografie
- 2011 All Stars 2: Old Stars, regie Jean van der Velde
- 2011 Finding North, uit de series Easy to Assemble, bijrol: Abby, regie: Illeana Douglas
- 2010 Amphibious 3D, hoofdrol: Skylar Shane, regie: Brian Yuzna
- 2009 Couples Retreat, rol: Masseuse Gert, regie: Peter Billingsley

### Televisie
- 2013 Verliefd op Ibiza, rol: Taylor
- 2012 Moordvrouw, seizoen 2, rol: Fransje, regie Marcel Visbeen, Tim Oliehoek
- 2011 Hart tegen Hard, regie Will Koopman
- 2010 Easy to Assemble, rol :Abby, regie: Illiana Douglas
- 2007 Sarah & Hij, rol: Sara #5, regie: Anne de Clercq
- 2006 Waltz, gastrol: Heroïnehoer, regie: Norbert ter Hall
- 2006 Lotte, rol: Marcella Valkenburg
- 2005 Bitches, rol: Hester Smit van Berghen Doorenbosch, regie: Allard Westenbrink
- 2005 ONM, rol: Xena
- 2005 Costa!, gastrol: Angela
- 2005 Boy Meets Girl Stories, regie: Mark de Cloe
- 2005 AlexFM, regie: Ward Latier, Emile Jansen
- 2004 Koen!, regie: Sander Burger